# Theroscopus maruyamanus
Theroscopus maruyamanus är en stekelart som först beskrevs av Tohru Uchida 1930.  Theroscopus maruyamanus ingår i släktet Theroscopus och familjen brokparasitsteklar. Inga underarter finns listade i Catalogue of Life.